# Niwa Uichirō
Niwa Uichirō (丹羽宇一郎) là một nhà ngoại giao và doanh nhân Nhật Bản, từng là Đại sứ của Nhật Bản tại Cộng hòa Nhân dân Trung Hoa và là chủ tịch của Itochu Corporation. Chủ tịch Hiệp hội Doanh nghiệp Toàn cầu (SGB).